# Fridericia heliota
Fridericia heliota är en mask inom stammen rundmaskar (Annelida), klassen gördelmaskar (Clitellata), ordningen daggmaskar (Lumbriculida) samt familjen enkyträer (Enchytraeidae). Kännetecknande för arten är dess självlysande egenskaper, den fluorescerar med bioluminescens med luciferin och luciferas enligt en mekanism lik den hos eldflugan.
De lever i de övre jordlagret på den sibiriska taigan och livnär sig på plantrester. Jordmånen i Fridericia heliotas habitat är mörk och består av torv, humus och lerjord, med ett pH mellan 6,1 och 6,4.